# Cereopsius mimospilotus
Cereopsius mimospilotus es una especie de escarabajo longicornio del género Cereopsius,  subfamilia Lamiinae. Fue descrita científicamente por Breuning en 1980.
Se distribuye por Filipinas. Mide 16-17 milímetros de longitud. El período de vuelo ocurre en los meses de abril y julio.